# Dypterygia patina
Dypterygia patina är en fjärilsart som beskrevs av Harvey 1875. Dypterygia patina ingår i släktet Dypterygia och familjen nattflyn. Inga underarter finns listade i Catalogue of Life.